# Batalla de Tulagi y Gavutu-Tanambogo
La batalla de Tulagi y Gavutu-Tanambogo fue una batalla terrestre de la Campaña del Pacífico de la Segunda Guerra Mundial, entre la Armada Imperial Japonesa y las fuerzas aliadas terrestres (en su mayoría integradas por el Cuerpo de Marines de los Estados Unidos). El enfrentamiento se desarrolló entre el 7 y el 9 de agosto de 1942, en las Islas Salomón, durante los primeros desembarques de los aliados en la Campaña de Guadalcanal.
En la batalla, los marines estadounidenses, bajo el mando del general de división Alexander Vandegrift, desembarcaron y capturaron con éxito a las islas de Tulagi, Gavutu y Tanambogo, en las cuales la Armada Imperial Japonesa había construido bases navales y aéreas. Los desembarques aliados y su posterior ocupación se encontraron con una feróz resistencia por parte de las tropas japonesas que, superadas en número y armamento por las fuerzas aliadas, lucharon y murieron casi en su totalidad.
Al mismo tiempo que se desarrollaban los desembarques en Tulagi y Gavutu-Tanambogo, las tropas aliadas desembarcaron también en las inmediaciones de Guadalcanal, con el objetivo de capturar un aeródromo en construcción por las fuerzas japonesas. En contraste con los intensos combates en Tulagi y Gavutu, los desembarcos en Guadalcanal fueron esencialmente carentes de oposición. Los desembarques en ambas islas (Tulagi y Guadalcanal) iniciaron los seis meses que duró la campaña de Guadalcanal y las serie de batallas entre los aliados y las fuerzas japonesas en la región de las Islas Salomón.

## Antecedentes
El 7 de diciembre de 1941, los japoneses atacaron a la flota del Pacífico de Estados Unidos en Pearl Harbor, Hawái. El atentado paralizó gran parte de la flota de acorazados estadounidenses y puso en marcha un estado de guerra declarado formalmente entre las dos naciones. Los objetivos iniciales de los líderes japoneses en la guerra eran neutralizar la flota de los Estados Unidos, apoderarse de las posesiones ricas en recursos naturales, y establecer bases militares estratégicas para defender el Imperio de Japón en Asia y el Pacífico. En apoyo de estos objetivos, las fuerzas japonesas atacaron y tomaron el control de las Filipinas, Tailandia, Malasia, Singapur, las Indias Orientales Neerlandesas, la isla Wake, Islas Gilbert, Nueva Bretaña, y Guam.
Dos intentos de los japoneses por ampliar su perímetro defensivo en el Pacífico Sur y Central se vieron frustrados en las batallas de Mar del Coral (en mayo de 1942) y de Midway (en junio de 1942). Estas dos victorias estratégicas de los aliados les dio la oportunidad de tomar la iniciativa y lanzar una ofensiva contra los japoneses en algún lugar en el Pacífico. Los aliados eligieron las Islas Salomón, específicamente en el sur de esta región, en las islas de Guadalcanal, Tulagi, y las islas Florida, como sede de su primera ofensiva.
Como parte de una operación que resultó en la batalla del Mar de Coral, la Armada Imperial Japonesa envió tropas para ocupar Tulagi y las islas cercanas en el sur. Estas tropas, principalmente miembros de la 3.ª Fuerza Especial de Desembarco Naval Kure, ocuparon Tulagi el 3 de mayo de 1942, y rápidamente construyeron bases para hidroaviones, de reabastecimiento de buques, y de comunicaciones en la Tulagi y las cercanas islas de Gavutu, Tanambogo y las demás islas Florida, todas las cuales fueron inmediatamente puestas en funcionamiento. Consciente de los esfuerzos japoneses en Tulagi, la preocupación de los Aliados aumentó a principios de julio de 1942, cuando la armada japonesa comenzó la construcción de un gran aeródromo cerca de la Punta Lunga en las cercanías a Guadalcanal. En agosto de 1942, los japoneses tenían cerca de 900 soldados en Tulagi y las islas cercanas, además de un aproximado de 2800 de personal (muchos de los cuales eran coreanos y japoneses especialistas en construcción y obreros) en Guadalcanal. El campo de aviación, una vez completo, serviría para proteger la base principal japonesa en Rabaul, amenazaría el suministro y las líneas de comunicación de los aliados, y establecería un área de ensayo para posibles futuras ofensivas contra Fiyi, Nueva Caledonia y Samoa.

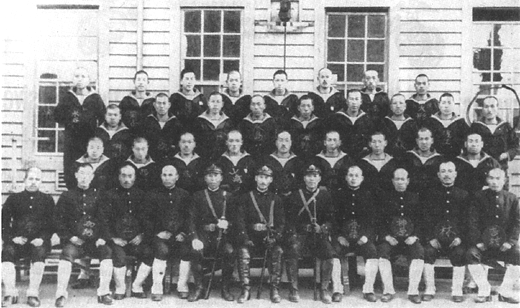
Oficiales y suboficiales japoneses de la 3.ª Fuerza Especial de Desembarco Naval Kure que se apoderaron de Tulagi en mayo de 1942 y murieron casi en su totalidad en los ataques aliados dados entre el 7 de agosto -9 de agosto de 1942.

El plan de los aliados para atacar el sur de las Islas Salomón fue ideado por el almirante Ernest King, Comandante en Jefe de la Flota de los Estados Unidos. King propuso la ofensiva con los objetivos de negar el uso del sur de Islas Salomón por parte de los japoneses como bases que amenazaban las rutas de abastecimiento entre los Estados Unidos y Australia, y utilizar las islas como puntos de partida para una campaña con el objetivo de capturar o neutralizar la base central japonesa en Rabaul, mientras que también se apoyaría a los aliados la campaña de Nueva Guinea, con el objetivo eventual de abrir camino a los Estados Unidos para retomar las Filipinas. El almirante estadounidense Chester Nimitz, Comandante en jefe aliado las fuerzas del Pacífico, creó el Teatro del Pacífico Sur, con el vicealmirante Robert L. Ghormley al mando, para dirigir la ofensiva aliada en las Islas Salomón.
Mientras se preparaba para la ofensiva, en mayo de 1942, el mayor general Alexander Vandegrift recibió la orden de mover la 1.ª División de Marines desde los Estados Unidos a Nueva Zelanda. Otras unidades aliadas de fuerzas terrestres, navales y aéreas fueron enviadas a establecer bases en Fiji, Samoa y Nueva Caledonia. Espíritu Santo, en las Nuevas Hébridas, fue seleccionada como la sede y base principal para la inminente ofensiva, denominada Operation Watchtower, con la fecha de inicio fijada para 7 de agosto de 1942. En primer lugar, la ofensiva aliada estaba previsto solo para Tulagi y las Islas Santa Cruz, omitiendo de Guadalcanal. Sin embargo, después de que el reconocimiento aliado descubriera los trabajos de construcción de aeródromos japoneses en Guadalcanal, la captura de ese aeropuerto fue añadida al plan y la operación en Santa Cruz fue descartada.
La fuerza expedicionaria aliada Watchtower, que constaban de 75 buques de guerra y transportes e incluían buques de Estados Unidos y Australia, se reunió cerca de Fiji el 26 de julio de 1942, y realizó en un desembarque de ensayo antes de partir hacia Guadalcanal el 31 de julio. Vandegrift era el comandante general de las 16.000 fuerzas terrestres aliadas (en su mayoría marines estadounidenses) implicadas en los desembarques y personalmente ordenó el asalto a Guadalcanal. Al mando de los 3000 marines estadounidenses que desembarcaron en Tulagi y las cercanas islas Florida, Gavutu y Tanambogo, estaba el general de brigada William H. Rupertus a bordo del buque de transporte USS Neville.

### Preludio a la batalla

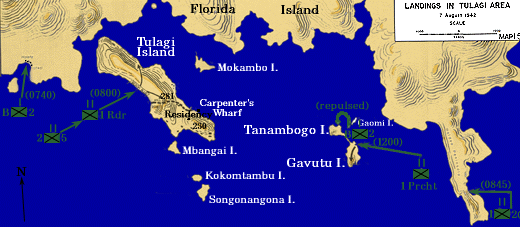
Rutas de las fuerzas anfibio aliadas para los desembarques en las Florida, Tulagi, y Gavutu-Tanambogo, el 7 de agosto de 1942.

El mal tiempo permitió a la fuerza Expedicionaria aliada llegar a las proximidades de Guadalcanal sin ser vista por los japoneses en la mañana del 7 de agosto. Los japoneses detectaron el tráfico de radio de las entrantes fuerzas de invasión aliada y se prepararon para enviar aviones de reconocimiento al llegar el amanecer. Los buques de desembarco se dividieron en dos grupos, con un grupo asignado para el asalto a Guadalcanal, y el otro encargado con el asalto a Tulagi, las Florida, y Gavutu-Tanambogo. Aeronaves del portaaviones USS Wasp bombardearon las instalaciones japonesas en Tulagi, Gavutu, Tanambogo, y Florida, a la vez que ametrallaron y destruyeron 15 hidroaviones japoneses que flotaban en los anclajes cerca de las islas. Varios de los hidroaviones estaban calentando sus motores en la preparación para el despegue y fueron destruidos junto con sus tripulaciones y mucho de su personal de mantenimiento.
El crucero USS San Juan y los destructores USS Monssen y USS Buchanan bombardearon las previstas pistas de aterrizaje en Tulagi e islas Florida. Para cubrir los asaltos a Tulagi, Gavutu, y Tanambogo, los marines estadounidenses del 1.er Batallón 2.º Regimiento realizaron un desembarque sin oposición en la isla Florida a las 07:40. Fueron guiados a su objetivo por varios australianos, tales como el teniente Frank Stackpool, quien estaba familiarizado con el área de Tulagi-Florida, ya que anteriormente vivió y trabajó en aquella zona.

## Batalla de Tulagi
A las 08:00, dos batallones de la Infantería de Marina estadounidense, que estaban conformados por el 2.º Batallón del 5º. Regimiento de Marines (2/5)y los soldados del 1.er Batallón de Raiders de los Marines ("Raiders de Edson"), realizaron un desembarco sin oposición en la costa occidental de Tulagi a mitad de camino entre los dos extremos de la isla con forma oblonga. Camas de coral cerca de la costa mantuvieron la lancha de desembarco un poco alejada de la orilla. Los marines, sin embargo, fueron capaces de caminar a través del agua los restantes 100 metros sin obstáculos de las fuerzas japonesas, que al parecer fueron tomados por sorpresa por los desembarques y aún no había iniciado resistencia organizada alguna. En este momento, las fuerzas japonesas en Tulagi y Gavutu, un destacamento de la 3.ª Fuerza Especial de Desembarco Naval Kure (FEDN), al igual que los miembros del Yokohama Air Group, al mando del capitán Shigetoshi Miyazaki, reportó por radio su comandante en Rabaul, el capitán Sadayoshi Yamada, que estaban bajo ataque, que habían destruido varios de sus equipos y documentos, y finalizó el mensaje con la expresión: "La cantidad de efectivos militares enemigos es abrumadora, pero nos hemos de defender hasta el último hombre". Masaaki Suzuki, comandante de la unidad FEDN, ordenó a sus tropas que se preparen y tomen las posiciones defensivas en Tulagi y Gavutu.

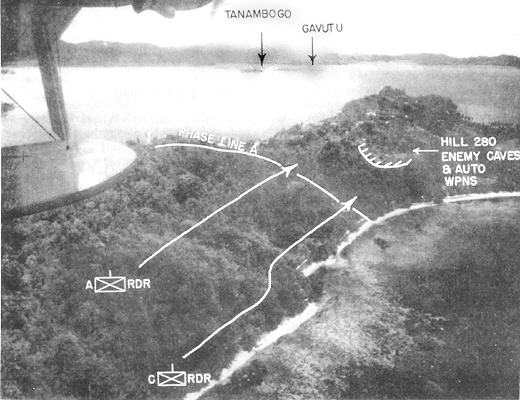
Superposición de mapas en una foto aérea de Tulagi que muestra avance de los marines estadounidenses en el extremo sureste de la isla y el centro de la resistencia japonesa alrededor de la "Colina 281".

Los marines 2/5 aseguraron el extremo noroeste de Tulagi sin oposición y luego se unieron a los "Raiders de Edson" en su avance hacia el extremo sureste de la isla. Los infantes de marina avanzaron hacia el extremo sureste de la isla durante todo el día, mientras que a su vez iban derrotando algunos focos aislados de resistencia japonesa. Alrededor del mediodía, Suzuki reposicionó sus defensas principales en una línea entre la Colina 281; según otras fuentes Colina 280; por las fuerzas estadounidenses debido a su elevación - y un barranco cercano, situado en el extremo sureste de la isla. Las defensas japonesas contaban con decenas de túneles excavadas en los acantilados de piedra caliza de la colina y con pozos de ametralladoras protegidos por sacos de arena. La Infantería de Marina llegó al lugar donde se encontraban estas defensas cerca de anochecer, se dio cuenta de que no disponían de luz natural suficiente para un ataque a gran escala, y cavaron en la noche. Durante la noche, los japoneses atacaron las líneas estadounidenses en cinco ocasiones, a partir de las 22:30. Los ataques consistieron en cargas frontales al igual que con esfuerzos individuales y de la infiltración de pequeños grupos hacia el puesto de mando de Edson, que en ocasiones terminó luchando mano a mano junto con los demás marines. Los japoneses temporalmente rompieron las líneas estadounidenses e incluso capturaron una ametralladora, pero al poco tiempo fueron replegados. Después de tomar un poco más bajas, las líneas de los marines se mantuvieron durante todo el resto de la noche. Los japoneses sufrieron graves pérdidas en los ataques. Durante la noche, un marine, Edward H. Ahrens, mató a 13 japoneses que asaltaron su posición antes de ser asesinado. Como una manera de describir los ataques japoneses que tuvieron lugar durante la noche, el marine Raider Pete Sparacino, quien presenció la batalla, dijo:
"... en plena oscuridad. Había movimiento en el frente... se les oía parlotear. Entonces, el enemigo encontró un hueco y comenzó a correr por la abertura. La abertura fue (sellada) cuando otro escuadrón cerró la puerta. Algunos japoneses se habían metido dentro de unas 20 yardas en medio del escuadrón de (Frank) Guidone. Frank comenzó a lanzar granadas desde una posición prona. Sus granadas caían cerca de unos 15 metros de nuestra posición (y) tuvimos que agacharnos cuando explotaban. El enemigo estaba por todos lados. Fue brutal y mortal. Teníamos que tener cuidado de no matar a nuestros compañeros. Estábamos cansados, pero teníamos que permanecer despiertos o estar muertos."
Al amanecer del 8 de agosto, seis infiltrados japoneses, escondidos bajo el porche de la antigua sede Colonial británica, dispararon y mataron a tres infantes de marina. A los cinco minutos otros marines mataron a los seis japoneses con granadas. Más tarde esa mañana, los marines, después de los desembarcos de refuerzos del 2.º Batallón de la 2.º Regimiento (2/2), rodearon la Colina 281 y el barranco, atacaron ambos lugares con morteros durante la mañana, y luego asaltaron las dos posiciones, utilizando cargas explosivas improvisadas para matar a los defensores japoneses que tenían cobertura en numerosas cuevas y posiciones de combate extendidas por todo el cerro y quebrada. Con empleo de los explosivos improvisados, fueron destruidas las posiciones de combate individuales de los japoneses. La resistencia japonesa relevante terminó por la tarde, aunque algunos rezagados fueron encontrados y asesinados en los próximos días. En la batalla por Tulagi, 307 japoneses y 45 soldados estadounidenses murieron. Tres soldados japoneses fueron tomados prisioneros.

## Batalla de Gavutu-Tanambogo

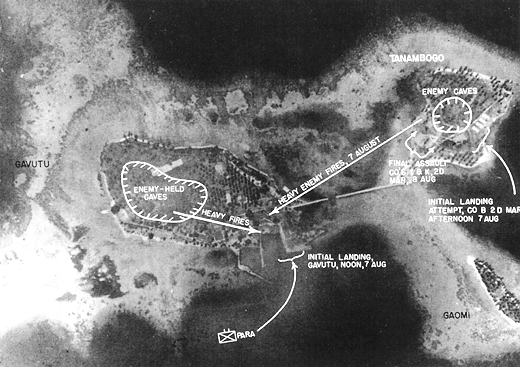
Superposición de mapas en una foto aérea muestra los ataques de la Marina estadounidense en Gavutu y Tanambogo.

Los islotes cercanos de Gavutu y Tanambogo albergaban la base de hidroaviones japonesa, así como el personal de la marina japonesa del Yokohama Air Group y de la 3.ª Fuerza Especial de Desembarco Naval Kure, así como también varios civiles técnicos coreanos y japoneses, al igual que trabajadores de la 14º Unidad de Construcción. Los dos islotes eran básicamente montículos de coral, ambos con una altura aproximada de 42 metros (140 pies) de alto, y conectados entre sí por una calzada de 500 metros de largo. Las colinas de Gavutu y Tanambogo fueron llamados Hills 148 y 121, respectivamente, por los estadounidenses debido a su altura en pies. Los japoneses en ambos islotes estaban bien atrincherados en búnkeres y cuevas construidas sobre y en las dos colinas. Además, los dos islotes se apoyan mutuamente puesto que cada uno estaba en el rango de ametralladora de la otra. Los estadounidenses creyeron erróneamente que las islas eran una guarnición de solo 200 soldados y trabajadores de la construcción naval.
A las 12:00 del 7 de agosto, Gavutu fue asaltado por los marines estadounidenses del 1.er Batallón de Paracaidistas compuesto de 397 hombres. El asalto fue programado para el mediodía, porque no había suficientes aviones para proporcionar cobertura aérea para los aterrizajes en Guadalcanal, Tulagi, y Gavutu al mismo tiempo. Los bombardeo naval anteriores habían dañado la rampa del hidroavión, obligando a las embarcaciones de desembarco naval a desembarcar a los marines en un lugar más expuesto en una cercana playa pequeña y atracar en 9°6′53.30″S 160°11′19.20″E / -9.1148056, 160.1886667. El fuego de las ametralladoras japonesas comenzaron a causar fuertes bajas, matando o hiriendo a uno de cada diez de los marines que desembarcaban mientras que trataban de internarse en las islas en un intento de salir del fuego cruzado proveniente de los dos islotes.
Los marines sobrevivientes fueron capaces de desplegar dos ametralladoras para suprimir el fuego en las cuevas Gavutu, permitiendo a más infantes de marina ingresar hacia el interior desde la zona de aterrizaje. Buscando cubrirse, los marines se dispersaron y fueron rápidamente inmovilizados. El capitán George Stallings, el oficial de operaciones del batallón, ordenó a los marines que comenzasen el fuego de supresión con ametralladoras y morteros en los emplazamientos de las ametralladoras japonesas en Tanambogo. Poco después, bombarderos estadounidenses lanzaron varias bombas sobre Tanambogo, disminuyendo parte del volumen de fuego que venía desde esa ubicación.
Después de dos horas, los marines llegaron y subieron la colina 148. Trabajando desde la parte superior, la marines comenzaron a despejar las posiciones de lucha japonesas en la colina, la mayoría de los cuales aún se mantenían empleando cargas explosivas, granadas y el combate mano-a-mano. Desde la cima de la colina, los marines también fueron capaces de poner mayor fuego de supresión en Tanambogo. El comandante de batallón de los marines en Gavutu se comunicó por radio con el general Rupertus con la petición de refuerzos antes de intentar el asalto Tanambogo.
La mayoría de los 240 defensores japoneses en Tanambogo eran tripulantes y personal de mantenimiento del Grupo Aéreo de Yokohama. Rupertus separó una compañía de marines del 1.er Batallón del 2.º Regimiento en la isla Florida para ayudar al asalto en Tanambogo, a pesar de los consejos de su personal que una compañía no era suficiente. Creyendo incorrectamente que Tanambogo estaba ligeramente defendido, esta compañía intentó un asalto anfibio directamente en Tanambogo poco después del anochecer el 7 de agosto. Iluminados por el fuego que se había iniciado durante un bombardeo naval estadounidense en los islotes, las cinco lanchas de desembarco que llevaban a los marines fueron alcanzados por fuego pesado mientras se acercaban a la orilla, con muchos de sus tripulantes resultando muertos o heridos, así como fuertes daños a tres de los botes. Consciente de que su posición era insostenible, el comandante de la compañía de marines ordenó a los barcos restantes a partir con los infantes de marina heridos, mientras que él y una docena de hombres que ya habían desembarcado corrieron por la calzada para cubrir Gavutu. Los japoneses en Tanambogo sufrieron 10 bajas en aquel día.

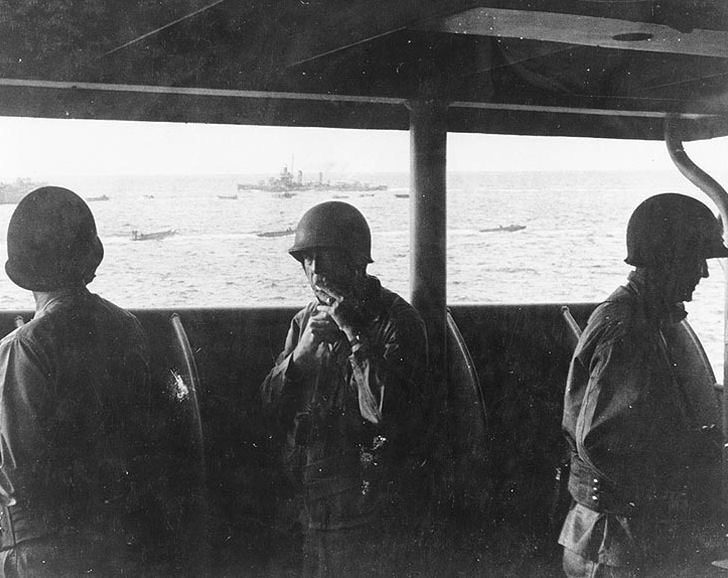
El brigadier general Rupertus (centro) supervisa los asaltos en Tulagi, Gavutu, y Tanambogo desde su buque insignia el 7 - 8 de agosto. En segundo plano se aprecian varias lanchas de desembarco y un destructor estadounidense.

A lo largo de la noche, como los japoneses realizaron ataques aislados contra los marines en Gavutu, Vandegrift se dispuso a enviar refuerzos para ayudar en el asalto a Tanambogo. El 3.er Batallón 2.º Regimiento (3/2), que estaba siendo embarcada rumbo a Guadalcanal, fue avisada que debía prepararse para el asalto Tanambogo el 8 de agosto.
El 3.er Batallón comenzó su desembarque en Gavutu a las 10:00 el 8 de agosto y ayudó en la destrucción de las defensas japonesas que quedaban en ese islote, que se completó antes de las 12:00. Luego, el 3.er Batallón se preparó para asaltar Tanambogo. Los marines en Gavutu proveyeron con fuego de cobertura al ataque. En preparación para el asalto, fueron solicitados varios bombarderos en picado y un bombardeo de artillería naval. Después de que los aviones del portaaviones accidentalmente en dos ocasiones dejaron caer bombas en las filas de los marines estadounidense en Gavutu, matando a cuatro de ellos, el apoyo adicional fue cancelado. El San Juan, sin embargo, disparó sus proyectiles en la isla correcta y bombardeó Tanambogo durante 30 minutos. El asalto de los marines comenzó a las 16:15, tanto por parte de las lanchas de desembarco como por la arremetida a través de la calzada, y, con la cooperación de dos tanques ligeros Stuart, comenzaron el avance en contra de las defensas japonesas. Uno de los tanques, que se quedó atascado y aislado de su infantería de apoyo, estaba rodeado por una turba "frenética" de alrededor de 50 aviadores japoneses. Los japoneses abrieron fuego contra el tanque, matando a dos de sus tripulantes e hirieron seriamente a los otros dos miembros de la tripulación antes de que la mayoría de ellos acabaran muertos por el fuego de los marines, se contabilizaron 42 cuerpos de soldados japoneses en todo el casco quemado del tanque, incluidos los cadáveres de un oficial ejecutivo de Yokohama y de varios de los pilotos de hidroaviones. Uno de los sobrevivientes del ataque japonés en el tanque informó: "Recuerdo ver a mi teniente comandante Saburo Katsuta en la parte superior del tanque. Esta fue la última vez que lo vi".
Durante todo el día, los marines metódicamente dinamitaron las cuevas, destruyendo la mayoría de ellas alrededor de las 21:00. Los pocos sobrevivientes japoneses desarrollaron ataques aislados durante toda la noche, con enfrentamientos mano a mano. Al mediodía, el 9 de agosto, toda la resistencia japonesa en Tanambogo terminó. En la batalla por Gavutu y Tanambogo, 476 defensores japoneses y 70 estadounidenses, entre marines y personal naval, murieron. De los 20 prisioneros japoneses tomados durante la noche, la mayoría no eran combatientes japoneses, sino trabajadores coreanos que pertenecían a la unidad de construcción japonesa.

## Desembarcos en Guadalcanal

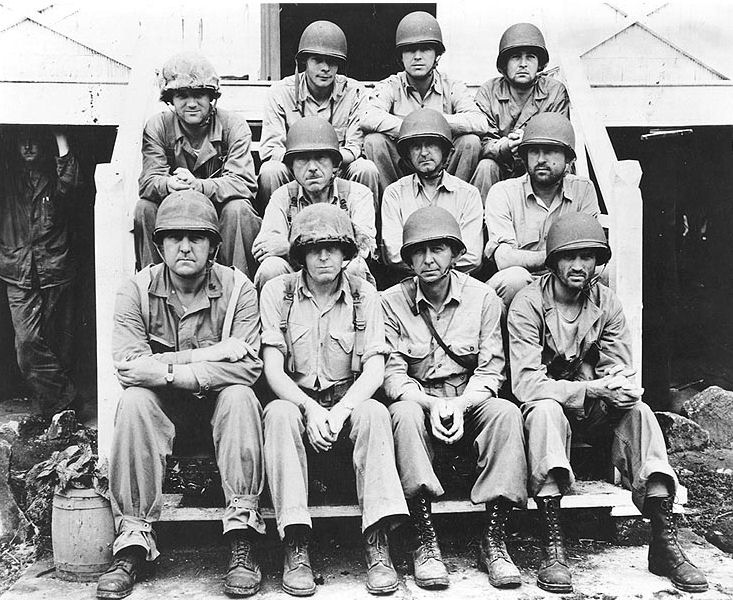
Los oficiales de los marines estadounidenses al mando de las unidades que asaltaron Tulagi posan para una foto de grupo poco después de la batalla.

En contraste con Tulagi, Gavutu, y Tanambogo, los desembarcos en Guadalcanal encontró resistencia mucho menor. A las 09:10 el 7 de agosto, el general estadounidense Vandegrift y 11 000 marines desembarcaron en Guadalcanal entre la Punta Koli y Punta Lunga. Avanzaron hacia la Punta Lunga, donde no encontraron resistencia a excepción de "bosques enmarañados", y se detuvieron para pasar la noche aproximadamente a unos 1000 metros de la pista de aterrizaje de la Punta Lunga. Al día siguiente, otra vez contra poca resistencia, los marines avanzaron todo el camino hasta el río Lunga y se aseguraron la pista de aterrizaje de las 16:00 horas el 8 de agosto. Las unidades de construcción naval japonesas había habían abandonado la zona del aeropuerto, dejando tras de alimentos, suministros, equipo de construcción intacta y vehículos.

## Consecuencias
Durante la batalla, alrededor de 80 japoneses se escaparon de Tulagi y de Gavutu-Tanambogo nadando hacia la isla de Florida, sin embargo, todos murieron en acciones de los marines y las fuerzas de Defensa del Protectorado Británico de las Islas Salomón en los siguientes dos meses.
Los aliados rápidamente convirtieron el anclaje de Tulagi, uno de los mejores puertos naturales en el Pacífico Sur, en una base naval y en una estación de reabastecimiento de combustible. Durante las campañas de Guadalcanal y de las Islas Salomón, Tulagi sirvió como una base importante para las operaciones navales aliadas. Debido al control que ejercían los japoneses sobre los mares cercanos de la noche durante toda la campaña de Guadalcanal, las naves aliadas en la zona de Guadalcanal que no podían salir por la noche por lo general se refugiaban en el puerto de Tulagi. Los barcos aliados dañados en las batallas navales que se produjeron entre agosto y diciembre de 1942 en las proximidades de Guadalcanal generalmente anclaban en el puerto de Tulagi para reparaciones temporales antes de dirigirse a otros puertos más seguros por reparaciones permanentes.
Posteriormente en la campaña, Tulagi también se convirtió en una base de barcos PT estadounidenses que intentaron intersecar misiones japonesas de reabastecimiento de víveres y tropas en Guadalcanal, llamadas Tokyo Express. A excepción de algunas tropas dejadas por motivos de construcción, guarnición, operación y defensa de la base en Tulagi, la mayoría de los marines estadounidenses que habían asaltado Tulagi y los islotes cercanos rápidamente se trasladaron a Guadalcanal para ayudar a defender el campo de aviación, más tarde llamado "Campo Henderson" por las fuerzas aliadas, ubicado en la Punta Lunga, ya que iba a ser en Guadalcanal, el lugar donde todas las subsecuentes batallas terrestres de la campaña de Guadalcanal se desarrollarían.

## Lectura adicional
- Smith, George W. (2003). The Do-or-Die Men: The 1st Marine Raider Battalion at Guadalcanal. Pocket. ISBN 0743470052.